# Azzedine Brahmi
Azzedine Brahmi (arabisch عزالدين ابراهيمي‎; * 13. September 1966 in Sétif) ist ein ehemaliger algerischer Hindernisläufer.
Der Afrikameister von 1988 und 1989 nahm zweimal an Olympischen Spielen teil. 1988 in Seoul kam er auf Platz 13, 1992 in Barcelona belegte er den achten Platz jeweils im Hindernislauf. Den größten Erfolg seiner Karriere feierte Brahmi bei den Weltmeisterschaften 1991 in Tokio. Dort gewann er in 8:15,54 min die Bronzemedaille hinter den Kenianern Moses Kiptanui (8:12,59 min) und Patrick Sang (8:13,44 min).
Brahmi siegte außerdem 1991 bei den Mittelmeerspielen und wurde dort 1993 Zweiter. Er gewann vier algerische Meisterschaften, drei im Hindernislauf (1986, 1988, 1989) sowie eine im 1500-Meter-Lauf.
Azzedine Brahmi ist 1,78 m groß und hatte ein Wettkampfgewicht von 64 kg.

## Bestleistungen
- 3000 m Hindernis: 8:11,27 min, 4. Juli 1992, Oslo